# Fulco (abt)
Fulco (gestorven te Clairvaux na 1138) was sinds 1128 abt van een benedictijnerabdij in het Belgische Koksijde, gebouwd vlak bij de plek waar niet veel later de cisterciënzerabdij Onze-Lieve-Vrouw-Ten-Duinen zou worden gesticht.

## Geschiedenis
Abt Anthelmus van de benedictijnerabdij in Fontmorigny (Berry) was geïntrigeerd door de kluizenaarsgemeenschap van Ligerius aan de Vlaamse kust. Hij stuurde er Fulco en enkele andere monniken uit de abdij naartoe. Gesteund door het kapittel van Veurne bouwden ze een eenvoudig houten abdijgebouw met kerkje op duingronden (toen nog onder Veurne). Die werden geschonken door graaf Diederik van de Elzas in 1129. Een jaar eerder al had Jan I van Waasten, bisschop van Terwaan, deze nieuwe benedictijnenabdij gewijd en opgedragen aan Onze-Lieve-Vrouw. Fulco werd het hoofd van de abdij die onder het gezag van de bisschop van Terwaan stond.
Omstreeks 1129 ontving de abt land van Hugo, zoon van Reinier Tanrekinus, toen zijn vader en zijn broer Gerardus er monnik werden. Dat vormde de basis van de abdijhoeve De Hemme te Ramskapelle. In 1131 werd met een schenking door de burggraaf van Broekburg de uitbouw aangevat van een groot uithof in Synthe nabij Duinkerke. Die aanwinsten vormden de start voor een uitgebreide reeks bezittingen.
Fulco stond aan de basis van de abdij van Clairmarais, die een aantal bezittingen van de Duinenabdij overnam. Intussen was Ligerius overleden en geraakte Fulco in de ban van Bernardus van Clairvaux en de nieuwe beweging van de cisterciënzers. In 1138 droeg hij de Duinenabdij en de prille abdij van Clairmarais over aan de Orde van Cîteaux en trok hij zich terug in de cisterciënzerabdij van Clairvaux, waar hij overleed. Robrecht van Brugge werd de eerste abt van de cisterciënzerabdij Onze-Lieve-Vrouw-Ten-Duinen.